# فهرست وزیران امور خارجه ایالات متحده آمریکا
این صفحه شامل فهرست وزیران امور خارجه ایالات متحده آمریکا (به انگلیسی: List of Secretaries of State of the United States) است.

## فهرست وزیران امور خارجه
| ر. | تصویر                      | نام                              | ایالت اقامت     | آغاز تصدی       | پایان تصدی        | رئیس‌جمهور(ها) | رئیس‌جمهور(ها)           |
| -- | -------------------------- | -------------------------------- | --------------- | --------------- | ----------------- | ------------- | ----------------------- |
| –  | John Jay                   | جان جی[A] به‌عنوان وزیر امورخارجه | نیویورک         | ۲۶ سپتامبر ۱۷۸۹ | ۲۲ مارس ۱۷۹۰      |               | جرج واشینگتن            |
| ۱  | Thomas Jefferson           | توماس جفرسون[M]                  | ویرجینیا        | ۲۲ مارس ۱۷۹۰    | ۳۱ دسامبر ۱۷۹۳    |               | جرج واشینگتن            |
| ۲  | Edmund Randolph            | ادموند رندولف                    | ویرجینیا        | ۲ ژانویه ۱۷۹۴   | ۲۰ اوت ۱۷۹۵       |               | جرج واشینگتن            |
| ۳  | Timothy Pickering          | تیموتی پیکرینگ                   | ماساچوست        | ۲۰ اوت ۱۷۹۵     | ۱۰ دسامبر ۱۷۹۵[B] |               | جرج واشینگتن            |
| ۳  | Timothy Pickering          | تیموتی پیکرینگ                   | ماساچوست        | ۱۰ دسامبر ۱۷۹۵  | ۴ مارس ۱۷۹۷       |               | جرج واشینگتن            |
| ۳  | Timothy Pickering          | تیموتی پیکرینگ                   | ماساچوست        | ۴ مارس ۱۷۹۷     | ۱۲ می ۱۸۰۰        |               | جان آدامز               |
| –  |                            | Charles Lee[C] (کفیل)            | ویرجینیا        | ۱۳ می ۱۸۰۰      | ۵ ژوئن ۱۸۰۰       |               | جان آدامز               |
| ۴  | John Marshall              | جان مارشال                       | ویرجینیا        | ۱۳ ژوئن ۱۸۰۰    | ۴ مارس ۱۸۰۱       |               | جان آدامز               |
| –  |                            | Levi Lincoln Sr.[C] (کفیل)       | ماساچوست        | ۵ مارس ۱۸۰۱     | ۱ می ۱۸۰۱         |               | توماس جفرسون            |
| ۵  | James Madison              | جیمز مدیسون[M]                   | ویرجینیا        | ۲ می ۱۸۰۱       | ۳ مارس ۱۸۰۹       |               | توماس جفرسون            |
| ۶  | Robert Smith               | Robert Smith                     | مریلند          | ۶ مارس ۱۸۰۹     | ۱ آوریل ۱۸۱۱      |               | جیمز مدیسون             |
| ۷  | James Monroe               | جیمز مونرو[M]                    | ویرجینیا        | ۲ آوریل ۱۸۱۱    | ۳۰ سپتامبر ۱۸۱۴   |               | جیمز مدیسون             |
| ۷  | James Monroe               | جیمز مونرو[M]                    | ویرجینیا        | ۳۰ سپتامبر ۱۸۱۴ | ۲۸ فوریه ۱۸۱۵[B]  |               | جیمز مدیسون             |
| ۷  | James Monroe               | جیمز مونرو[M]                    | ویرجینیا        | ۲۸ فوریه ۱۸۱۵   | ۳ مارس ۱۸۱۷       |               | جیمز مدیسون             |
| –  |                            | John Graham (کفیل)               | کنتاکی          | ۴ مارس ۱۸۱۷     | ۹ مارس ۱۸۱۷       |               | جیمز مونرو              |
| –  |                            | Richard Rush[C] (کفیل)           | پنسیلوانیا      | ۱۰ مارس ۱۸۱۷    | ۲۲ سپتامبر ۱۸۱۷   |               | جیمز مونرو              |
| ۸  | John Quincy Adams          | جان کوئینسی آدامز[M]             | ماساچوست        | ۵ مارس ۱۸۱۷     | ۳ مارس ۱۸۲۵       |               | جیمز مونرو              |
| –  |                            | Daniel Brent (کفیل)              |                 | ۴ مارس ۱۸۲۵     | ۷ مارس ۱۸۲۵       |               | جان کوئینسی آدامز       |
| ۹  | Henry Clay                 | هنری کلی                         | کنتاکی          | ۷ مارس ۱۸۲۵     | ۳ مارس ۱۸۲۹       |               | جان کوئینسی آدامز       |
| –  |                            | James A. Hamilton (کفیل)         | نیویورک         | ۴ مارس ۱۸۲۹     | ۲۷ مارس ۱۸۲۹      |               | اندرو جکسون             |
| ۱۰ | Martin Van Buren           | مارتین ون بورن[M]                | نیویورک         | ۲۸ مارس ۱۸۲۹    | ۲۳ می ۱۸۳۱        |               | اندرو جکسون             |
| ۱۱ | Edward Livingston          | ادوارد لیونیگ‌استون               | لوئیزیانا       | ۲۴ می ۱۸۳۱      | ۲۹ می ۱۸۳۳        |               | اندرو جکسون             |
| ۱۲ | Louis McLane               | لویی مک‌لین                       | دلاویر          | ۲۹ می ۱۸۳۳      | ۳۰ ژوئن ۱۸۳۴      |               | اندرو جکسون             |
| ۱۳ | John Forsyth               | جان فورسایت                      | جورجیا          | ۱ ژوئیه ۱۸۳۴    | ۴ مارس ۱۸۳۷       |               | اندرو جکسون             |
| ۱۳ | John Forsyth               | جان فورسایت                      | جورجیا          | ۴ مارس ۱۸۳۷     | ۳ مارس ۱۸۴۱       |               | مارتین ون بورن          |
| –  |                            | Jacob L. Martin (کفیل)           |                 | ۴ مارس ۱۸۴۱     | ۵ مارس ۱۸۴۱       |               | ویلیام هنری هریسون      |
| ۱۴ | Daniel Webster             | دنیل وبستر                       | ماساچوست        | ۶ مارس ۱۸۴۱     | ۴ آوریل ۱۸۴۱      |               | ویلیام هنری هریسون      |
| ۱۴ | Daniel Webster             | دنیل وبستر                       | ماساچوست        | ۸ آوریل ۱۸۴۱    | ۸ می ۱۸۴۳         |               | جان تایلر               |
| –  |                            | Hugh S. Legaré (کفیل)            | کارولینای جنوبی | ۹ می ۱۸۴۳       | ۲۰ ژوئن ۱۸۴۳      |               | جان تایلر               |
| –  |                            | William S. Derrick (کفیل)        |                 | ۲۱ ژوئن ۱۸۴۳    | ۲۳ ژوئن ۱۸۴۳      |               | جان تایلر               |
| ۱۵ | Abel P. Upshur             | Abel P. Upshur                   | ویرجینیا        | ۲۴ ژوئن ۱۸۴۳    | ۲۳ ژوئیه۱۸۴۳[D]   |               | جان تایلر               |
| ۱۵ | Abel P. Upshur             | Abel P. Upshur                   | ویرجینیا        | ۲۴ ژوئیه ۱۸۴۳   | ۲۸ فوریه ۱۸۴۴     |               | جان تایلر               |
| –  | John Nelson                | John Nelson[C] (کفیل)            | مریلند          | ۲۹ فوریه ۱۸۴۴   | ۳۱ مارس ۱۸۴۴      |               | جان تایلر               |
| ۱۶ | John C. Calhoun            | جان سی. کلهون                    | کارولینای جنوبی | ۱ آوریل ۱۸۴۴    | ۱۰ مارس ۱۸۴۵[E]   |               | جان تایلر               |
| ۱۷ | James Buchanan             | جیمز بیوکنن[M]                   | پنسیلوانیا      | ۱۰ مارس ۱۸۴۵    | ۷ مارس ۱۸۴۹[E]    |               | جیمز ناکس پولک[E]       |
| ۱۸ | John M. Clayton            | جان ام. کلیتون                   | دلاویر          | ۸ مارس ۱۸۴۹     | ۹ ژوئیه ۱۸۵۰      |               | زکری تیلور              |
| ۱۸ | John M. Clayton            | جان ام. کلیتون                   | دلاویر          | ۹ ژوئیه ۱۸۵۰    | ۲۲ ژوئیه ۱۸۵۰     |               | میلارد فیلمور           |
| ۱۹ | Daniel Webster             | دنیل وبستر                       | ماساچوست        | ۲۳ ژوئیه ۱۸۵۰   | ۲۴ اکتبر ۱۸۵۲     |               | میلارد فیلمور           |
| –  |                            | چارلز ام. کونراد[B] (کفیل)       | لوئیزیانا       | ۲۵ اکتبر ۱۸۵۲   | ۵ نوامبر ۱۸۵۲     |               | میلارد فیلمور           |
| ۲۰ | Edward Everett             | ادوارد اورت                      | ماساچوست        | ۶ نوامبر ۱۸۵۲   | ۳ مارس ۱۸۵۳       |               | میلارد فیلمور           |
| –  |                            | William Hunter[F] (کفیل)         | رود آیلند       | ۴ مارس ۱۸۵۳     | ۷ مارس ۱۸۵۳       |               | فرانکلین پیرس           |
| ۲۱ | William L. Marcy           | ویلیام ال. مارسی                 | نیویورک         | ۷ مارس ۱۸۵۳     | ۶ مارس ۱۸۵۷[E]    |               | فرانکلین پیرس           |
| ۲۲ | Lewis Cass                 | لوئیس کاس                        | میشیگان         | ۶ مارس ۱۸۵۷     | ۱۴ دسامبر ۱۸۶۰    |               | جیمز بیوکنن             |
| –  |                            | William Hunter (کفیل)            | رود آیلند       | ۱۵ دسامبر ۱۸۶۰  | ۱۶ دسامبر ۱۸۶۰    |               | جیمز بیوکنن             |
| ۲۳ | Jermiah S. Black           | Jeremiah S. Black                | پنسیلوانیا      | ۱۷ دسامبر ۱۸۶۰  | ۵ مارس ۱۸۶۱[E]    |               | جیمز بیوکنن             |
| ۲۴ | William M. Seward          | ویلیام اچ. سورد                  | نیویورک         | ۵ مارس ۱۸۶۱     | ۱۵ آوریل ۱۸۶۵     |               | آبراهام لینکلن          |
| ۲۴ | William M. Seward          | ویلیام اچ. سورد                  | نیویورک         | ۱۵ آوریل ۱۸۶۵   | ۴ مارس ۱۸۶۹       |               | اندرو جانسون            |
| ۲۵ | Elihu B. Washburne         | Elihu B. Washburne               | ایلینوی         | ۵ مارس ۱۸۶۹     | ۱۶ مارس ۱۸۶۹      |               | یولیسیز سایمن گرانت     |
| ۲۶ | Hamilton Fish              | همیلتون فیش                      | نیویورک         | ۱۷ مارس ۱۸۶۹    | ۱۲ مارس ۱۸۷۷[E]   |               | یولیسیز سایمن گرانت     |
| ۲۷ | William M. Evarts          | ویلیام ام. اورتس                 | نیویورک         | ۱۲ مارس ۱۸۷۷    | ۷ مارس ۱۸۸۱       |               | رادرفورد بیرچارد هیز[E] |
| ۲۸ | James G. Blaine            | جیمز جی. بلین                    | مین             | ۷ مارس ۱۸۸۱     | ۱۹ سپتامبر ۱۸۸۱   |               | جیمز آبرام گارفیلد      |
| ۲۸ | James G. Blaine            | جیمز جی. بلین                    | مین             | ۱۹ سپتامبر ۱۸۸۱ | ۱۹ دسامبر ۱۸۸۱    |               | چستر آلن آرتور          |
| ۲۹ | Frederick T. Frelinghuysen | فردریک تی. فرلینگهویسن           | نیو جرسی        | ۱۹ دسامبر ۱۸۸۱  | ۶ مارس ۱۸۸۵[E]    |               | چستر آلن آرتور          |
| ۳۰ | Thomas F. Bayard           | توماس اف. بیرد سینیور            | دلاویر          | ۷ مارس ۱۸۸۵     | ۶ مارس ۱۸۸۹       |               | استیون گراور کلیولند[E] |
| ۳۱ | James G. Blaine            | جیمز جی. بلین                    | مین             | ۷ مارس ۱۸۸۹     | ۴ ژوئن ۱۸۹۲       |               | بنجامین هریسون          |
| –  |                            | William F. Wharton[G] (کفیل)     | ماساچوست        | ۴ ژوئن ۱۸۹۲     | ۲۹ ژوئن ۱۸۹۲      |               | بنجامین هریسون          |
| ۳۲ | John W. Foster             | John W. Foster                   | ایندیانا        | ۲۹ ژوئن ۱۸۹۲    | ۲۳ فوریه ۱۸۹۳     |               | بنجامین هریسون          |
| -  |                            | William F. Wharton[G] (کفیل)     | ماساچوست        | ۲۴ فوریه ۱۸۹۳   | ۶ مارس ۱۸۹۳       |               | بنجامین هریسون          |
| -  | استیون گراور کلیولند       | William F. Wharton[G] (کفیل)     | ماساچوست        | ۲۴ فوریه ۱۸۹۳   | ۶ مارس ۱۸۹۳       |               |                         |
| ۳۳ | Walter Q. Gresham          | Walter Q. Gresham                | ایلینوی         | ۷ مارس ۱۸۹۳     | ۲۸ می ۱۸۹۵        |               |                         |
| –  |                            | Edwin F. Uhl[G] (کفیل)           | میشیگان         | ۲۸ می ۱۸۹۵      | ۹ ژوئن ۱۸۹۵       |               |                         |
| ۳۴ | Richard Olney              | Richard Olney                    | ماساچوست        | ۱۰ ژوئن ۱۸۹۵    | ۵ مارس ۱۸۹۷[E]    |               |                         |
| ۳۵ | John Sherman               | جان شرمن                         | اوهایو          | ۶ مارس ۱۸۹۷     | ۲۷ آوریل ۱۸۹۸     |               | ویلیام مک‌کینلی          |
| ۳۶ | William R. Day             | William R. Day                   | اوهایو          | ۲۸ آوریل ۱۸۹۸   | ۱۶ سپتامبر ۱۸۹۸   |               | ویلیام مک‌کینلی          |
| –  |                            | Alvey A. Adee[H] (کفیل)          | نیویورک         | ۱۷ سپتامبر ۱۸۹۸ | ۲۹ سپتامبر ۱۸۹۸   |               | ویلیام مک‌کینلی          |
| ۳۷ | John Hay                   | جان هی                           | ناحیه کلمبیا    | ۳۰ سپتامبر ۱۸۹۸ | ۱۴ سپتامبر ۱۹۰۱   |               | ویلیام مک‌کینلی          |
| ۳۷ | John Hay                   | جان هی                           | ناحیه کلمبیا    | ۱۴ سپتامبر ۱۹۰۱ | ۱ ژوئیه ۱۹۰۵      |               | تئودور روزولت           |
| –  |                            | Francis B. Loomis[G] (کفیل)      | اوهایو          | ۱ ژوئیه ۱۹۰۵    | ۱۸ ژوئیه ۱۹۰۵     |               | تئودور روزولت           |
| ۳۸ | Elihu Root                 | الیو روت                         | نیویورک         | ۱۹ ژوئیه ۱۹۰۵   | ۲۷ ژانویه ۱۹۰۹    |               | تئودور روزولت           |
| ۳۹ | Robert Bacon               | Robert Bacon                     | نیویورک         | ۲۷ ژانویه ۱۹۰۹  | ۵ مارس ۱۹۰۹[E]    |               | تئودور روزولت           |
| ۴۰ | Philander C. Knox          | فیلاندر چیس ناکس                 | پنسیلوانیا      | ۶ مارس ۱۹۰۹     | ۵ مارس ۱۹۱۳       |               | ویلیام هووارد تافت[E]   |
| ۴۱ | William Jennings Bryan     | ویلیام جنینگز برایان             | نبراسکا         | ۵ مارس ۱۹۱۳     | ۹ ژوئن ۱۹۱۵       |               | توماس وودرو ویلسون      |
| ۴۲ | Robert Lansing             | رابرت لانسینگ                    | نیویورک         | ۹ ژوئن ۱۹۱۵     | ۲۳ ژوئن ۱۹۱۵      |               | توماس وودرو ویلسون      |
| ۴۲ | Robert Lansing             | رابرت لانسینگ                    | نیویورک         | ۲۴ ژوئن ۱۹۱۵    | ۱۳ فوریه ۱۹۲۰     |               | توماس وودرو ویلسون      |
| –  | Frank Polk                 | Frank Polk[I] (کفیل)             | نیویورک         | ۱۴ فوریه ۱۹۲۰   | ۱۲ مارس ۱۹۲۰      |               | توماس وودرو ویلسون      |
| ۴۳ | Bainbridge Colby           | Bainbridge Colby                 | نیویورک         | ۲۳ مارس ۱۹۲۰    | ۴ مارس ۱۹۲۱       |               | توماس وودرو ویلسون      |
| ۴۴ | Charles Evans Hughes       | چارلز ایوانز هیوز                | نیویورک         | ۵ مارس ۱۹۲۱     | ۲ اوت ۱۹۲۳        |               | وارن جی. هاردینگ        |
| ۴۴ | Charles Evans Hughes       | چارلز ایوانز هیوز                | نیویورک         | ۲ اوت ۱۹۲۳      | ۴ مارس ۱۹۲۵       |               | جان کالوین کولیج        |
| ۴۵ | Frank B. Kellogg           | فرانک بی. کلاگ                   | مینه‌سوتا        | ۵ مارس ۱۹۲۵     | ۴ مارس ۱۹۲۹       |               | جان کالوین کولیج        |
| ۴۵ | Frank B. Kellogg           | فرانک بی. کلاگ                   | مینه‌سوتا        | ۴ مارس ۱۹۲۹     | ۲۸ مارس ۱۹۲۹      |               | هربرت هوور              |
| ۴۶ | Henry L. Stimson           | هنری استیمسون                    | نیویورک         | ۲۸ مارس ۱۹۲۹    | ۴ مارس ۱۹۳۳       |               | هربرت هوور              |
| ۴۷ | Cordell Hull               | کوردل هال                        | تنسی            | ۴ مارس ۱۹۳۳     | ۳۰ نوامبر ۱۹۴۴    |               | فرانکلین دلانو روزولت   |
| ۴۸ | Edward R. Stettinius Jr.   | Edward R. Stettinius Jr.         | ویرجینیا        | ۱ دسامبر ۱۹۴۴   | ۱۲ آوریل ۱۹۴۵     |               | فرانکلین دلانو روزولت   |
| ۴۸ | Edward R. Stettinius Jr.   | Edward R. Stettinius Jr.         | ویرجینیا        | ۱۲ آوریل ۱۹۴۵   | ۲۷ ژوئن ۱۹۴۵      |               | هری ترومن               |
| –  |                            | Joseph Grew[I] (کفیل)            | نیوهمپشایر      | ۲۸ ژوئن ۱۹۴۵    | ۳ ژوئیه ۱۹۴۵      |               | هری ترومن               |
| ۴۹ | James F. Byrnes            | جیمز اف. بیرنز                   | کارولینای جنوبی | ۳ ژوئیه ۱۹۴۵    | ۲۱ ژانویه ۱۹۴۷    |               | هری ترومن               |
| ۵۰ | George C. Marshall         | جرج مارشال                       | پنسیلوانیا      | ۲۱ ژانویه ۱۹۴۷  | ۲۰ ژانویه ۱۹۴۹    |               | هری ترومن               |
| ۵۱ | Dean G. Acheson            | رادین آچسون                      | کنتیکت          | ۲۱ ژانویه ۱۹۴۹  | ۲۰ ژانویه ۱۹۵۳    |               | هری ترومن               |
| –  |                            | Harrison F. Matthews[J] (کفیل)   | مریلند          | ۲۰ ژانویه ۱۹۵۳  | ۲۱ ژانویه ۱۹۵۳    |               | دوایت آیزنهاور          |
| ۵۲ | John Foster Dulles         | جان فاستر دالس                   | نیویورک         | ۲۱ ژانویه ۱۹۵۳  | ۲۲ آوریل ۱۹۵۹     |               | دوایت آیزنهاور          |
| ۵۳ | Christian A. Herter        | Christian A. Herter              | ماساچوست        | ۲۲ آوریل ۱۹۵۹   | ۲۰ ژانویه ۱۹۶۱    |               | دوایت آیزنهاور          |
| –  |                            | Livingston T. Merchant (کفیل)    | واشینگتن، دی سی | ۲۰ ژانویه ۱۹۶۱  | ۲۱ ژانویه ۱۹۶۱    |               | جان اف. کندی            |
| ۵۴ | Dean Rusk                  | دین راسک                         | نیویورک         | ۲۱ ژانویه ۱۹۶۱  | ۲۲ نوامبر ۱۹۶۳    |               | جان اف. کندی            |
| ۵۴ | Dean Rusk                  | دین راسک                         | نیویورک         | ۲۲ نوامبر ۱۹۶۳  | ۲۰ ژانویه ۱۹۶۹    |               | لیندون بی. جانسون       |
| –  |                            | Charles E. Bohlen (کفیل)         | واشینگتن، دی سی | ۲۰ ژانویه ۱۹۶۹  | ۲۲ ژانویه ۱۹۶۹    |               | ریچارد نیکسون           |
| ۵۵ | William P. Rogers          | William P. Rogers                | مریلند          | ۲۲ ژانویه ۱۹۶۹  | ۳ سپتامبر ۱۹۷۳    |               | ریچارد نیکسون           |
| –  |                            | Kenneth Rush (کفیل)              | فلوریدا         | ۳ سپتامبر ۱۹۷۳  | ۲۲ سپتامبر ۱۹۷۳   |               | ریچارد نیکسون           |
| ۵۶ | Henry A. Kissinger         | هنری کیسینجر                     | ناحیه کلمبیا    | ۲۲ سپتامبر ۱۹۷۳ | ۹ اوت ۱۹۷۴        |               | ریچارد نیکسون           |
| ۵۶ | Henry A. Kissinger         | هنری کیسینجر                     | ناحیه کلمبیا    | ۹ اوت ۱۹۷۴      | ۲۰ ژانویه ۱۹۷۷    |               | جرالد فورد              |
| –  |                            | Philip Habib (کفیل)              | کالیفرنیا       | ۲۰ ژانویه ۱۹۷۷  | ۲۳ ژانویه ۱۹۷۷    |               | جیمی کارتر              |
| ۵۷ | Cyrus R. Vance             | سایروس ونس                       | نیویورک         | ۲۳ ژانویه ۱۹۷۷  | ۲۸ آوریل ۱۹۸۰     |               | جیمی کارتر              |
| –  |                            | وارن کریستوفر[K] (کفیل)          | کالیفرنیا       | ۲۸ آوریل ۱۹۸۰   | ۲ می ۱۹۸۰         |               | جیمی کارتر              |
| –  |                            | David D. Newsom[L] (کفیل)        |                 | ۲ می ۱۹۸۰       | ۳ می ۱۹۸۰         |               | جیمی کارتر              |
| –  |                            | Richard N. Cooper[N] (کفیل)      |                 | ۳ می ۱۹۸۰       |                   |               | جیمی کارتر              |
| –  |                            | David D. Newsom[L] (کفیل)        |                 | ۳ می ۱۹۸۰       | ۴ می ۱۹۸۰         |               | جیمی کارتر              |
| –  |                            | وارن کریستوفر[K] (کفیل)          | کالیفرنیا       | ۴ می ۱۹۸۰       | ۸ می ۱۹۸۰         |               | جیمی کارتر              |
| ۵۸ | Edmund S. Muskie           | ادموند موسکی                     | مین             | ۸ می ۱۹۸۰       | ۲۰ ژانویه ۱۹۸۱    |               | جیمی کارتر              |
| ۵۹ | Alexander M. Haig Jr.      | الکساندر هیگ                     | کنتیکت          | ۲۲ ژانویه ۱۹۸۱  | ۵ ژوئیه ۱۹۸۲      |               | رونالد ریگان            |
| –  | Walter John Stoessel       | Walter J. Stoessel[K] (کفیل)     | کالیفرنیا       | ۵ ژوئیه ۱۹۸۲    | ۱۶ ژوئیه ۱۹۸۲     |               | رونالد ریگان            |
| ۶۰ | George P. Shultz           | جرج پی. شولتس                    | کالیفرنیا       | ۱۶ ژوئیه ۱۹۸۲   | ۲۰ ژانویه ۱۹۸۹    |               | رونالد ریگان            |
| –  |                            | Michael Armacost[L] (کفیل)       | مریلند          | ۲۰ ژانویه ۱۹۸۹  | ۲۵ ژانویه ۱۹۸۹    |               | جرج هربرت واکر بوش      |
| ۶۱ | James A. Baker             | جیمز ادیسون بیکر سوم             | تگزاس           | ۲۵ ژانویه ۱۹۸۹  | ۲۳ اوت ۱۹۹۲       |               | جرج هربرت واکر بوش      |
| ۶۲ | لارنس اس. ایگلبرگر         | لارنس اس. ایگلبرگر               | فلوریدا         | ۲۳ اوت ۱۹۹۲     | ۸ دسامبر ۱۹۹۲[K]  |               | جرج هربرت واکر بوش      |
| ۶۲ | لارنس اس. ایگلبرگر         | لارنس اس. ایگلبرگر               | فلوریدا         | ۸ دسامبر ۱۹۹۲   | ۲۰ ژانویه ۱۹۹۳    |               | جرج هربرت واکر بوش      |
| –  |                            | Arnold Kanter[L] (کفیل)          | ویرجینیا        | ۲۰ ژانویه ۱۹۹۳  |                   | بیل کلینتون   |                         |
| –  |                            | Frank G. Wisner[O] (کفیل)        |                 | ۲۰ ژانویه ۱۹۹۳  |                   | بیل کلینتون   |                         |
| ۶۳ | Warren M. Christopher      | وارن مینور کریستوفر              | کالیفرنیا       | ۲۰ ژانویه ۱۹۹۳  | ۱۷ ژانویه ۱۹۹۷    | بیل کلینتون   |                         |
| ۶۴ | Madeleine Albright         | مادلین کربل آلبرایت              | ناحیه کلمبیا    | ۲۳ ژانویه ۱۹۹۷  | ۲۰ ژانویه ۲۰۰۱    | بیل کلینتون   |                         |
| ۶۵ | Colin L. Powell            | کالین لوتر پاول                  | نیویورک         | ۲۰ ژانویه ۲۰۰۱  | ۲۶ ژانویه ۲۰۰۵    |               | جرج دبلیو بوش           |
| ۶۶ | Condoleezza Rice           | کاندولیزا رایس                   | کالیفرنیا       | ۲۶ ژانویه ۲۰۰۵  | ۲۰ ژانویه ۲۰۰۹    |               | جرج دبلیو بوش           |
| –  |                            | ویلیام برنز (کفیل)               | ناحیه کلمبیا    | ۲۰ ژانویه ۲۰۰۹  | ۲۱ ژانویه ۲۰۰۹    |               | باراک اوباما            |
| ۶۷ | Hillary Clinton            | هیلاری رودهام کلینتون            | نیویورک         | ۲۱ ژانویه ۲۰۰۹  | ۱ فوریه ۲۰۱۳      |               | باراک اوباما            |
| ۶۸ |                            | جان فوربز کِری                    | ماساچوست        | ۱ فوریه ۲۰۱۳    | ۲۰ ژانویه ۲۰۱۷    |               | باراک اوباما            |
| –  |                            | توماس شانون (کفیل)               | مینه‌سوتا        | ۲۰ ژانویه ۲۰۱۷  | ۱ فوریه ۲۰۱۷      |               | دونالد ترامپ            |
| ۶۹ | Rex Tillerson              | رکس تیلرسون                      | تگزاس           | ۱ فوریه ۲۰۱۷    | ۳۱ مارس ۲۰۱۸      |               | دونالد ترامپ            |
| –  |                            | جان جی. سالیون (کفیل)            | ماساچوست        | ۱ آوریل ۲۰۱۸    | ۲۶ آوریل ۲۰۱۸     |               | دونالد ترامپ            |
| ۷۰ | Rex Tillerson              | مایک پومپئو                      | کانزاس          | ۲۶ آوریل ۲۰۱۸   | ۲۰ ژانویه ۲۰۲۱    |               | دونالد ترامپ            |
| –  |                            | دنیل بنت اسمیت (کفیل)            | ویرجینیا        | ۲۰ ژانویه ۲۰۲۱  | ۲۶ ژانویه ۲۰۲۱    |               | جو بایدن                |
| ۷۱ | Antony Blinken             | آنتونی بلینکن                    | نیویورک         | ۲۶ ژانویه ۲۰۲۱  | ۲۰ ژانویه ۲۰۲۵    |               | جو بایدن                |
| –  |                            | لیزا دی کنا (کفیل)               | ورمانت          | ۲۰ ژانویه ۲۰۲۵  | ۲۱ ژانویه ۲۰۲۵    |               | دونالد ترامپ            |
| ۷۲ |                            | مارکو روبیو                      | فلوریدا         | ۲۱ ژانویه ۲۰۲۵  | اکنون             |               | دونالد ترامپ            |

## وزیران امور خارجه سابق در قید حیات
| نام            | Term of office | تاریخ تولد              |
| -------------- | -------------- | ----------------------- |
| جیمز بیکر      | ۱۹۸۹–۱۹۹۲      | ۲۸ آوریل ۱۹۳۰ ‏(۹۵ سال)  |
| کاندولیزا رایس | ۲۰۰۵–۲۰۰۹      | ۱۴ نوامبر ۱۹۵۴ ‏(۷۰ سال) |
| هیلاری کلینتون | ۲۰۰۹–۲۰۱۳      | ۲۶ اکتبر ۱۹۴۷ ‏(۷۷ سال)  |
| جان کری        | ۲۰۱۳–۲۰۱۷      | ۱۱ دسامبر ۱۹۴۳ ‏(۸۱ سال) |
| رکس تیلرسون    | ۲۰۱۷–۲۰۱۸      | ۲۳ مارس ۱۹۵۲ ‏(۷۳ سال)   |
| مایک پومپئو    | ۲۰۱۸–۲۰۲۱      | ۳۰ دسامبر ۱۹۶۳ ‏(۶۱ سال) |
| آنتونی بلینکن  | ۲۰۲۵-۲۰۲۱      | ۱۶ آوریل ۱۹۶۲ ‏(۶۳ سال)  |